# Arthur James Balfour
Arthur James Balfour, 1e graaf van Balfour (Whittingehame, 25 juli 1848 – Woking, 19 maart 1930) was een Britse conservatieve politicus en eerste minister.

## Levensloop
Balfour studeerde aan de universiteit van Cambridge en werd in 1874 voor de Conservatieven verkozen tot lid van het Lagerhuis, waar hij bleef zetelen tot in 1922. In 1875 werd hij privésecretaris van zijn oom, de markies van Salisbury. Hij vergezelde deze in 1878 naar het Congres van Berlijn, Balfours eerste kennismaking met de internationale politiek. Ook maakte hij naam met zijn filosofische geschrift 'Defence of Philosophical Thought' uit 1879.
Tijdens de tweede regering van Salisbury was Balfour van 1886 tot 1887 minister voor Schotland en vanaf 1887 was hij secretaris-generaal voor Ierland. In deze functie toonde hij zich een krachtig bestuurder en briljante redenaar. In 1891 werd hij minister van Financiën en leider van het Lagerhuis en bleef dit tot in 1892. Van 1892 tot 1895 was hij in het Huis de leider van de oppositie. Tijdens het derde kabinet-Salisbury was hij van 1895 tot 1902 opnieuw minister van Financiën en verschillende keren waarnemend minister van Buitenlandse Zaken.
Na het aftreden van Salisbury door gezondheidsproblemen werd Balfour in juli 1902 aangesteld als de nieuwe eerste minister. Hij combineerde dit met het ministerschap van Financiën. Op buitenlands vlak kon hij samen met zijn minister van Buitenlandse Zaken, Lord Lansdowne, de relaties met Frankrijk fel verbeteren, wat in 1904 resulteerde in de Entente Cordiale. In 1905 werd de Aliens Act (Vreemdelingenwet) aangenomen. Die was vooral gericht tegen de toevloed van Oost-Europese joden in Engeland, als gevolg van nieuwe pogroms in hun Oost-Europese thuislanden. Balfour verklaarde in het Britse Lagerhuis onder meer: ‘Er is het land een immens ongeluk overkomen door deze immigratiegolf die vooral uit joden bestaat.’ En: ‘Zij blijven een volk dat zich apart houdt. Ze belijden niet alleen een andere religie dan de overgrote meerderheid van onze landgenoten, maar huwen ook alleen maar onder elkaar’ . In december 1905 trad Balfour af na een motie van wantrouwen, begin 1906 gevolgd door een zware verkiezingsnederlaag van zijn partij. Hij ging verder als oppositieleider tegen de opeenvolgende liberale kabinetten, en speelde een hoofdrol in de constitutionele crisis van de jaren 1910-1911. Hij probeerde tevergeefs met premier Asquith tot een akkoord te komen over de rechten van het Hogerhuis, en kon binnen zijn eigen partij de "ditchers" en de "hedgers" niet op een lijn krijgen. Na de goedkeuring van de Parliament Bill begon de conservatieve pers de "BMG-campagne" (Balfour must go), aan welke oproep hij ten slotte op 8 november 1911 gehoor gaf. Hij werd opgevolgd door Andrew Bonar Law.
Toen na het uitbreken van de Eerste Wereldoorlog de conservatieven in mei 1915 toetraden tot de coalitieregering onder leiding van Herbert Henry Asquith, volgde Balfour Winston Churchill op als minister van Marine. In december 1916 werd hij onder David Lloyd George minister van Buitenlandse Zaken. In deze functie stelde hij in 1917 de Balfour-verklaring aan Lionel Walter Rothschild op. Na de Conferentie van Versailles in 1919 trad hij af, waarna hij van 1919 tot 1922 in de regering Lord President of the Council.
In 1922 werd hij in de adelstand verheven als graaf van Balfour en werd zo tot aan zijn dood lid van het Hogerhuis. Van 1925 tot 1929 maakte hij als Lord President of the Council nog deel uit van de regering van Stanley Baldwin. Nadien ging het met zijn gezondheid bergaf. Balfour overleed in maart 1930.
Walpole · 
Compton · 
Pelham · 
Pelham-Holles · 
Cavendish · 
Stuart · 
G. Grenville · 
Charles Watson-Wentworth · 
Pitt de Oudere · 
FitzRoy · 
North · 
Petty · 
Cavendish-Bentinck · 
Pitt de Jongere · 
Addington · 
W.W. Grenville · 
Perceval · 
Jenkinson · 
Canning · 
Robinson · 
Wellesley · 
Grey · 
Lamb · 
Peel · 
Russell · 
Smith-Stanley · 
Hamilton-Gordon · 
Temple · 
Disraeli · 
Gladstone · 
Gascoyne-Cecil · 
Primrose · 
Balfour · 
Campbell-Bannerman · 
Asquith · 
Lloyd George · 
Law · 
Baldwin · 
MacDonald · 
Chamberlain · 
Churchill · 
Attlee · 
Eden · 
Macmillan · 
Douglas-Home · 
Wilson · 
Heath · 
Callaghan · 
Thatcher · 
Major · 
Blair · 
Brown · 
Cameron · 
May · 
Johnson · 
Truss ·
Sunak ·
Starmer
- Bibsys: 90249330
- Biblioteca Nacional de Chile: 000439815
- Biblioteca Nacional de España: XX1216330
- Bibliothèque nationale de France: cb12169209p (data)
- CiNii: DA04288454
- Gemeinsame Normdatei: 119456605
- International Standard Name Identifier: 0000 0001 1421 5596
- Library of Congress Control Number: n50017666
- Bibliotheek van het Japanse parlement: 00766005
- Nationale Bibliotheek van Tsjechië: skuk0000060
- Nationale bibliotheek van Australië: 35658667
- Nationale Bibliotheek van Israël: 987007258015905171
- Nationale Bibliotheek van Polen: a0000003636502
- Nederlandse Thesaurus van Auteursnamen: 070218501
- LIBRIS: 176970
- SNAC: w6542kvr
- Système universitaire de documentation: 030232422
- Trove: 1030240
- Virtual International Authority File: 29574721
- WorldCat: E39PBJdRvXG9vMdvJcthCxmKh3